# 小行星96876
小行星96876（96876 Andreamanna）是一颗绕太阳运转的小行星，为主小行星带小行星。该小行星于1999年10月19日发现。
該小行星以瑞士記者安德里亞·曼納（Andrea Manna）命名。

## 轨道参数
小行星96876的轨道半长轴为381 019 232 km，2.5469200 UA，离心率为0.010。